# ASVOFF
A Shaded View on Fashion Film (ASVOFF) is een jaarlijks Frans festival voor modefilms. Journaliste Diane Pernet lanceerde het festival in 2008. Sindsdien toont het festival elk jaar speelfilms en documentaires waarin mode een belangrijke rol speelt. 
In 2011 toonde de Belgische fotograaf Yves De Brabander er zijn videowerk Until the End.
In 2012 werd de collectie van Tom Van der Borght uit de clip Danny van Kenji Minogue bekroond als opkomend talent. BIj de zevende editie van ASVOFF in 2014 was Dries Van Noten juryvoorzitter.